# Bornholms Hospital
Bornholms Hospital er akuthospital i Region Hovedstaden for indbyggerne i Bornholms Regionskommune og på Ertholmene, samt for ca. 600.000 turister, som hvert år besøger øerne.
Hospitalet dækker befolkningen på Bornholm og Ertholmene og om sommeren lige så mange turister. Det er et basishospital, men har grundet de særlige geografiske forhold også akut modtagefunktion. 
Hospitalet samarbejder med Region Hovedstadens øvrige hospitaler om de lægespecialer, som de ikke selv tilbyder. Tidligere blev hospitalet drevet af Bornholms Regionskommune og før det af Bornholms Amt.